# Rosemary Harris
Rosemary Harris (født 19. september 1927) er en engelsk skuespillerinde.

## Film
- Is Anybody There? (2009)
- Before the Devil Knows You're Dead (2007)
- Spider-Man 3 (2007)
- Being Julia (2004)
- Spider-Man 2 (2004)
- Spider-Man (2002) (som May Parker i denne og to andre sekvenser)
- Blow Dry (2001)
- The Gift (2000)
- Sunshine (1999)
- Hamlet (1996)
- Looking for Richard (1996)
- Death of a Salesman (1996)
- Tom & Viv (1994)
- The Bridge (1992)
- Crossing Delancey (1988)
- The Chisholms (1979 and 1980) as Minerva Chisholm
- The Boys from Brazil (1978)
- Holocaust (1978)
- Notorious Woman (BBC)
- A Flea in Her Ear (1968)
- Beau Brummell (1954)